# Борго Вјаца (Равена)
Борго Вјаца је насеље у Италији у округу Равена, региону Емилија-Ромања.
Према процени из 2011. у насељу је живело 94 становника. Насеље се налази на надморској висини од 6 м.